# Ernst Kutscher
Ernst Kutscher (* 15. März 1909 in Greifswald; † 12. Mai 1974 in Bonn) war ein deutscher Jurist und Diplomat. In der Zeit des Nationalsozialismus arbeitete er als Beauftragter für das Informationswesen im persönlichen Stab des Reichsaußenministers Joachim von Ribbentrop und nahm 1944 als Legationssekretär an der Tagung der Judenreferenten in Krummhübel teil. In der Bundesrepublik Deutschland wurde er 1949 persönlicher Referent des Bundeswirtschaftsministers Ludwig Erhard und wirkte von 1953 bis 1974 unter anderem als Botschaftsrat und Vortragender Legationsrat im Auswärtigen Amt.

## Leben
Der Sohn des Landwirts Erich Kutscher und dessen Ehefrau Käthe erwarb 1927 das Abitur am Viktoria-Gymnasium in Potsdam. Von 1927 bis 1931 studierte er Rechtswissenschaften und Volkswirtschaft in Lausanne, München, Berlin und Göttingen. 1932 promovierte er mit einer Arbeit zu Abrüstung und Völkerbund an der Universität Göttingen zum Dr. jur. und wurde zum 1. April 1932 in den preußischen Justizdienst eingestellt.

### Zeit des Nationalsozialismus
Kutscher trat zum 1. Mai 1933 in die NSDAP ein (Mitgliedsnummer 3.482.249). Am 24. April 1936 wurde er als Attaché in den Auswärtigen Dienst des Auswärtigen Amtes einberufen. Er arbeitete in der politischen und kulturpolitischen Abteilung des Auswärtigen Amtes, ab März 1937 auch zeitweise in der deutschen Vertretung in Riga. Die diplomatisch-konsularische Prüfung bestand Kutscher am 1. Oktober 1938. Im Dezember 1940 wurde er zum Legationssekretär ernannt und arbeitete ab März 1941 in der Abteilung Protokoll, wo er zeitweise die Leitung des Referats S/2 Reisen ausländischer Persönlichkeiten in Deutschland innehatte. Ab 1944 wirkte er im sogenannten Büro Dr. Megerle als Beauftragter für das Informationswesen im persönlichen Stab des Außenministers.
Am 3. und 4. April 1944 referierte Kutscher auf der Tagung der Judenreferenten in Krummhübel, die von der unter Federführung Horst Wagners im Auswärtigen Amt aufgebauten „Informationsstelle XIV (Antijüdische Auslandsaktion)“ vorbereitet wurde. Laut Protokoll Eberhard von Thaddens sprach Kutscher zu dem Thema „Die Propagandathesen im Rahmen der antijüdischen Auslandsaktion“. In seinem Referat führte er folgende propagandistische „Leitsätze“ aus:

„Die Juden sind die Urheber des Krieges. Sie haben die Völker in den Krieg hineingetrieben, weil sie an ihm interessiert sind. – Die Juden sind das Unglück aller Völker. – Ein jüdischer Sieg würde das Ende jeder Kultur sein (Beispiel Sowjet-Union). – Kämpft Deutschland gegen den Juden, so tut es das nicht nur für sich, sondern für die ganze europäische Kultur.“

Als Anfang 1945 aufgrund der immer größeren Raumnot in Berlin ein Teil des Auswärtigen Amtes in die Ausweichstelle nach Bad Gastein verlegt wurde, kam Kutscher wie auch andere Diplomaten in die Ausweichstelle der Abteilung Protokoll dorthin.

### Nachkriegszeit
Im Juli 1945 geriet Kutscher in amerikanische Internierung und war von August 1945 bis Januar 1946 bei der Economic Division der amerikanischen Militärregierung. Zunächst ab Oktober 1946 Referent beim Zentralamt für Wirtschaft in der britischen Zone in Minden, ab April 1947 stellvertretender Leiter der für völkerrechtliche Wirtschaftsfragen und Reparationen zuständigen Abteilung der Verwaltung für Wirtschaft (VfW) des Vereinigten Wirtschaftsgebietes in Minden, später in Frankfurt am Main, avancierte er schließlich am 20. September 1949 zum persönlichen Referenten des Bundeswirtschaftsministers Ludwig Erhard.
Dazwischen lag allerdings Kutschers Beurlaubung als stellvertretender Abteilungsleiter der VfW im Frühjahr 1949 aufgrund belastender Unterlagen aus den Nürnberger Prozessen, insbesondere des Dokuments PS 3319. Dies ist ein Bericht des Auswärtigen Amtes vom 28. April 1944 an die deutschen Gesandtschaften und Botschaften über die Arbeitsergebnisse der Tagung der Judenreferenten in Krummhübel vom 3. und 4. April 1944 zur „Antijüdischen Aktion im Ausland“. Kutscher reagierte auf die im Raum stehenden Vorwürfe, indem er im April 1949 erfolgreich „ein zweites Spruchkammerverfahren gegen sich selbst beantragte“. Die gleiche Marburger Spruchkammer, die ihn schon 1947 als „entlastet“ eingestuft hatte, so die Unabhängige Historikerkommission – Auswärtiges Amt, sah ihn erneut „auf ganzer Linie von dem Vorwurf entlastet, sich im Rahmen seiner Tätigkeit für das Büro Megerle an antijüdischer Propaganda beteiligt zu haben“. Obwohl er bei der Tagung der Judenreferenten in Krummhübel zu Protokoll gegeben hatte, „der Jude“ habe sich mit diesem Krieg „sein eigenes Grab gegraben“, bewertete die Spruchkammer Kutschers Referat auf dieser Tagung als klare Distanzierung von der nationalsozialistischen Judenpolitik. In ihrer 40-seitigen Urteilsbegründung hob sie hervor, die widerständische Haltung Kutschers habe sich daran gezeigt, dass er nach seiner Rückkehr von der Tagung in den „Diplomatenschutzbunker“, also die Ausweichstelle der Protokollabteilung des Auswärtigen Amtes in Bad Gastein, „strafversetzt“ worden sei.
Infolgedessen wurde Kutscher vom Bundeswirtschaftsministerium als persönlicher Referent Ludwig Erhards eingestellt. Man meinte, dass er nun als entnazifiziert gelte. Antisemitismusvorwürfe gegen ihn wurden als haltlos zurückgewiesen. Entscheidend, so der Historiker Bernhard Löffler, war für die Ministeriumsleitung, dass Kutscher „als sehr gewandter Jurist mit fundierten ökonomischen Kenntnissen“ geschätzt wurde, der sich in seinen vorherigen Tätigkeiten bei der den Alliierten unterstellten Behörden der Wirtschaftsverwaltung bewährt habe und dem „eine effiziente Leitung des Ministerbüros“ zugetraut wurde. Als persönlicher Referent Ludwig Erhards wirkte Kutscher bis Anfang 1953.

### Zweite Karriere im Auswärtigen Amt
Kutscher wurde als Referent Erhards 1952 zu den deutsch-israelischen Wiedergutmachungsverhandlungen hinzugezogen, die er offenbar als gute Möglichkeit ansah, „seine vollständige Rehabilitierung und den Wiedereintritt ins Auswärtige Amt anzustreben“. Doch als er im Januar 1952 seine Vorstellungen vortrug, schlug ihm eine frostige Stimmung entgegen. Im Ergebnis kam selbst der einbezogene Personalverantwortliche zu dem Schluss, dass Kutscher "vorläufig nicht tragbar" ist. Dennoch wurde das Ziel, Kutscher zu installieren weiterverfolgt. Er selbst holte dann positiven Rückmeldungen, so vom Wirtschaftsexperten der israelischen Delegation Noah Barou, den ehemaligen Bevollmächtigten der Jewish Agency Elijahu K. Livneh und den Herausgeber der Allgemeinen Wochenzeitung der Juden in Deutschland, Karl Marx ein. Sich über diese Bedenken hinwegsetzend, kam das Auswärtige Amt zu dem Schluss, es seien nun „von jüdischer Seite keinerlei Angriffe“ mehr zu erwarten. Daraufhin wurde Kutscher am 15. Januar 1953 in den Höheren Dienst des Auswärtigen Amtes eingestellt, im April 1953 zum Vortragenden Legationsrat und im August desselben Jahres zum Gesandtschaftsrat I. Klasse ernannt.
Nach vorübergehender Tätigkeit in der Bonner Zentrale des Auswärtigen Amtes hatte sich dann doch die Kräfte durchgesetzt, die sich der politischen Tragweite für das Agieren eines Diplomaten mit dieser Vergangenheit bewusst geworden waren. Nach einem raschen Wechsel des ursprünglichen Zieles, übernahm Kutscher im September 1953 die stellvertretende Leitung der Gesandtschaft, ab Juni 1955 Botschaft in Teheran. Von November 1956 bis Dezember 1963 war Kutscher als Botschaftsrat in Paris tätig, ehe er bis März 1966 das Referat 4/Sowjetunion im Auswärtigen Amt leitete und anschließend bis Anfang 1968 als Vertreter des Auswärtigen Amtes und Botschaftsrat I. Klasse bei der Europäischen Wirtschaftsgemeinschaft (EWG) in Brüssel arbeitete. Im Februar 1968 übernahm Kutscher die Leitung des Rechts- und Konsularreferats in Buenos Aires und war von Juni 1968 bis Januar 1972 Generalkonsul in Madras. Anschließend leitete er in der Bonner Zentrale bis zu seiner Versetzung in den Ruhestand am 31. März 1974 mit der Amtsbezeichnung Vortragender Legationsrat verschiedene Referate, unter anderem das Referat 512/Zivilrecht und Zivilprozessrecht.
In der Dokumentation über die "Kriegs- und Naziverbrecher in der Bundesrepublik", dem sogenannten Braunbuch wird Ernst Kutscher namentlich als Beteiligter der "Antijüdischen Aktion" aufgeführt.

## Schriften
- Abrüstung und Völkerbund. Abhandlungen aus dem Seminar für Völkerrecht und Diplomatie an der Universität Göttingen, Heft 5. Vandenhoeck & Ruprecht, Göttingen 1932 (zugleich Rechts- u. Staatswissenschaftliche Dissertation, Universität Göttingen, 1932).